# علي بهجت (لاعب كرة قدم)
علي بهجت فاضل من مواليد 3 مارس 1992 في العراق، هو لاعب كرة قدم عراقي معتزل لعب مدافعا لصالح منتخب العراق لكرة القدم بالإضافة لعدة أندية عراقية.

## روابط خارجية
- علي بهجت فاضل على موقع قاعدة بيانات كرة القدم.إي يو (الإنجليزية)
- علي بهجت فاضل على موقع ناشيونال فوتبول تيمز (الإنجليزية)
- علي بهجت فاضل على موقع Soccerway.com (الإنجليزية)
- علي بهجت فاضل على موقع كووورة